# Sao Barnard
Sao Barnard /ˈbɑːrnərd/ là một sao lùn đỏ có khối lượng rất thấp, cách Trái Đất khoảng 6 năm ánh sáng trong chòm sao Xà Phu. Nó là ngôi sao riêng lẻ thứ tư được biết đến gần nhất với Mặt Trời (sau ba thành phần của hệ thống Alpha Centauri) và là ngôi sao gần nhất trong Bắc Thiên cầu. Mặc dù ở gần, ngôi sao này có cấp sao biểu kiến là +9,5, nên mờ nhạt và không nhìn thấy được bằng mắt thường; nó ở vùng hồng ngoại sáng hơn nhiều so với ở vùng ánh sáng khả kiến.
Ngôi sao được đặt theo tên của nhà thiên văn học người Mỹ E. E. Barnard. Ông không phải là người đầu tiên quan sát ngôi sao này (nó xuất hiện trên các tấm ảnh của Đại học Harvard vào năm 1888 và 1890), nhưng vào năm 1916, ông đã đo được chuyển động riêng của nó là 10,3 cung giây mỗi năm so với Mặt Trời, cao nhất được biết đến với bất kỳ ngôi sao nào.
Sao Barnard là một trong những sao lùn đỏ được nghiên cứu nhiều nhất vì vị trí gần và vị trí thuận lợi để quan sát gần xích đạo thiên cầu. Trong lịch sử, nghiên cứu về sao Barnard đã tập trung vào việc đo lường các đặc điểm của sao, trắc lượng học thiên thể của nó và cũng tinh chỉnh các giới hạn của các hành tinh ngoài hệ mặt trời có thể. Mặc dù sao Barnard là một ngôi sao cổ đại, nhưng nó vẫn trải qua các sự kiện bùng phát sao, một sự kiện được quan sát vào năm 1998.
Từ đầu những năm 1960 đến đầu những năm 1970, Peter van de Kamp lập luận rằng có một hoặc nhiều hành tinh khí trên quỹ đạo xung quanh nó. Những tuyên bố cụ thể của ông về những hành tinh khí khổng lồ đã bị bác bỏ vào giữa những năm 1970 sau nhiều cuộc tranh luận. Vào tháng 11 năm 2018, một ứng viên đồng hành hành tinh siêu Trái Đất được gọi là Barnard's Star b của Barnard đã được báo cáo là quay quanh sao Barnard. Nó được cho là có 3,2 M⊕ (khối lượng Trái Đất) và quỹ đạo ở mức 04 au.

## Đặt tên
Vào năm 2016, Liên minh Thiên văn Quốc tế đã tổ chức Nhóm công tác về tên sao (WGSN) để lên danh mục và tiêu chuẩn hóa tên thích hợp cho các ngôi sao. WGSN đã phê duyệt tên Sao Barbard cho ngôi sao này vào ngày 1 tháng 2 năm 2017 và hiện nó đã được đưa vào Danh sách Tên Sao được IAU phê duyệt.

## Mô tả

Sao Barnard, thể hiện vị trí 5 năm một lần trong kỳ 1985–2005

Sao Barnard là một sao lùn loại quang phổ M4 và quá mờ để nhìn thấy khi không có kính viễn vọng. Cấp sao biểu kiến của nó là 9,5.
Với 7–12 tỷ năm tuổi, sao Barnard được xem già hơn Mặt Trời với 4,5 tỷ năm tuổi, và nó có thể là một trong những ngôi sao già nhất trong Ngân Hà. Sao Barnard đã mất rất nhiều năng lượng tự quay và sự thay đổi nhỏ định kỳ về độ sáng cho thấy nó tự quay một vòng trong 130 ngày(Mặt Trời tự quay một vòng trong 25,8 ngày). Với tuổi của nó, sao Barnard từ lâu đã được coi là yên lặng về mặt hoạt động sao. Vào năm 1998, các nhà thiên văn học đã quan sát thấy một chớp sáng sao dữ dội, cho thấy sao Barnard là một sao bùng phát. Sao Barnard có định danh sao biến quang V2500 Ophiuchi. Vào năm 2003, sao Barnard đã phô bày sự thay đổi có thể phát hiện đầu tiên trong vận tốc xuyên tâm của một ngôi sao do chuyển động của nó gây ra. Sự thay đổi hơn nữa về vận tốc xuyên tâm của sao Barnard được quy cho hoạt động sao của nó.

Khoảng cách với ngôi sao gần nhất từ 20.000 năm trước cho đến 80.000 năm trong tương lai

Chuyển động riêng của sao Barnard tương ứng với tốc độ bên tương đối là 90 km/s. 10,3 giây cung mà nó di chuyển hàng năm lên tới một phần tư độ trong vòng đời của con người, gần bằng một nửa đường kính góc của Mặt Trăng khi tròn.
Vận tốc xuyên tâm của sao Barnard đối với Mặt Trời được đo từ độ lệch của nó là −110 km/s. Kết hợp với chuyển động riêng của nó, điều này cho tốc độ không gian (vận tốc thực tế so với Mặt Trời) −142,6 ± 0,2 km/s. Sao Barnard sẽ tới gần nhất với Mặt Trời vào khoảng năm 11.800, khi đó khoảng cách sẽ là khoảng 3,75 năm ánh sáng.
Proxima Centauri là ngôi sao gần Mặt Trời nhất ở vị trí cách nó 4,24 năm ánh sáng. Tuy nhiên, mặc dù sao Barnard thậm chí còn gần Mặt Trời hơn vào năm 11.800, nhưng nó vẫn sẽ không phải là ngôi sao gần nhất, vì vào thời điểm đó, Proxima Centauri cũng sẽ chuyển đến gần Mặt Trời hơn. Vào thời kỳ vượt qua khoảng cách gần Mặt Trời nhất, sao Barnard vẫn sẽ quá mờ để có thể nhìn thấy bằng mắt thường, vì cấp sao biểu kiến của nó sẽ chỉ tăng thêm một độ đến khoảng 8,5 vào lúc đó, vẫn còn thiếu 2,5 độ để đạt tới mức nhìn thấy bằng mắt thường.
Sao Barnard có khối lượng khoảng 0,14 (M☉), và bán kính 15% đến 20% so với Mặt Trời. Do đó, mặc dù sao Barnard có khối lượng gấp khoảng 150 lần Sao Mộc (MJ), nhưng bán kính của nó chỉ lớn hơn 1,5 đến 2,0 lần, do mật độ cao hơn nhiều. Nhiệt độ hiệu dụng của nó là 3.100 K, và nó có độ sáng thị giác là 0,0004 độ sáng Mặt Trời. Sao Barnard mờ nhạt đến mức nếu ở cùng khoảng cách với Trái Đất so với Mặt Trời, nó sẽ chỉ sáng hơn 100 lần so với trăng tròn, có thể so sánh với độ sáng của Mặt Trời ở 80 đơn vị thiên văn.
Sao Barnard có 10-32% độ kim loại của Mặt Trời. Độ kim loại là tỷ lệ khối lượng sao được tạo thành từ các nguyên tố nặng hơn heli và giúp phân loại các ngôi sao so với quần thể thiên hà. Sao Barnard dường như là điển hình của các sao quần thể II lùn đỏ, già, nhưng đây cũng là những sao quầng nghèo kim loại. Trong khi thấp hơn của Mặt Trời, độ kim loại của sao Barnard lại cao hơn so với các sao quầng và phù hợp với mức thấp của dải sao đĩa giàu kim loại; điều này, cộng với chuyển động không gian cao của nó, đã dẫn đến định danh "sao quần thể II trung gian", giữa một sao quầng và một sao đĩa.